# スクーデリア・キャメロン・グリッケンハウス
スクーデリア・キャメロン・グリッケンハウス（Scuderia Cameron Glickenhaus LLC.）とは、アメリカ合衆国のレーシングカーコンストラクター・スポーツカーメーカー。略して「グリッケンハウス」または「SCG」とも呼ばれる。

## 概要
映画監督のジェームズ・グリッケンハウスの自動車趣味が高じて2004年に立ち上げられた。息子のジェシーや妻のメグを含む家族たちも経営に関わっており、社名の「キャメロン」はメグの姓に由来している。エンブレムは自由の女神の松明をSCGの3文字が取り囲む形となっている。現代的なレーシングカー然としたスーパーカーを製造する一方で、ジェームズの懐古趣味が強く反映された車両も多く世に送り出しているのが特徴である。
当初はローラやフェラーリをベースとした自分用のワンオフの公道モデルを作成するのみであったが、2011・2012年にエンツォフェラーリの改造車である『P4/5ピニンファリーナ』をベースとしたSCG 002、2015-2019年にはイタリアのポディウム・アドバンスド・テクノロジーズ社の協力の下に設計・開発・製造をすべて独自に行なったSCG 003でニュルブルクリンク24時間レースに参戦し、人々の耳目を集めるようになった。
デザートレースのバハ1000にも、ハリウッドスターのスティーブ・マックイーンへのオマージュとして参戦。マックイーンの参戦（1969年）からちょうど50年目となる2019年に、マックイーンと同じく「Boot」という名で、外観もそれに似せ、さらにはエンジンも彼らと同じシボレーブランドから流用したマシンを投入。予算で圧倒的に上回るフォード・ブロンコ勢を破り、2019・2020年にクラス2（改造無制限のトラック・乗用車）で優勝を飾っている。
2021年にはFIA 世界耐久選手権（WEC）で始まったル・マン・ハイパーカー（LMH）クラスの初年度から2台体制で参戦。エントラント名は「グリッケンハウス・レーシング」でチームオペレーションはポディウム・アドバンスド・テクノロジーズが主導し、名門ヨースト・レーシングがサポートしている。ル・マン24時間レースでは初挑戦ながら総合4-5位で2台完走を果たし、翌2022年のル・マンは3-4位でアルピーヌを上回って初の表彰台を獲得した。しかし、以後はLMHクラスに参戦する自動車メーカーが増加し、それらワークス・チームに遅れを取るようになり、2023年シーズン途中で参戦を打ち切りWECから撤退した。

## 車両一覧

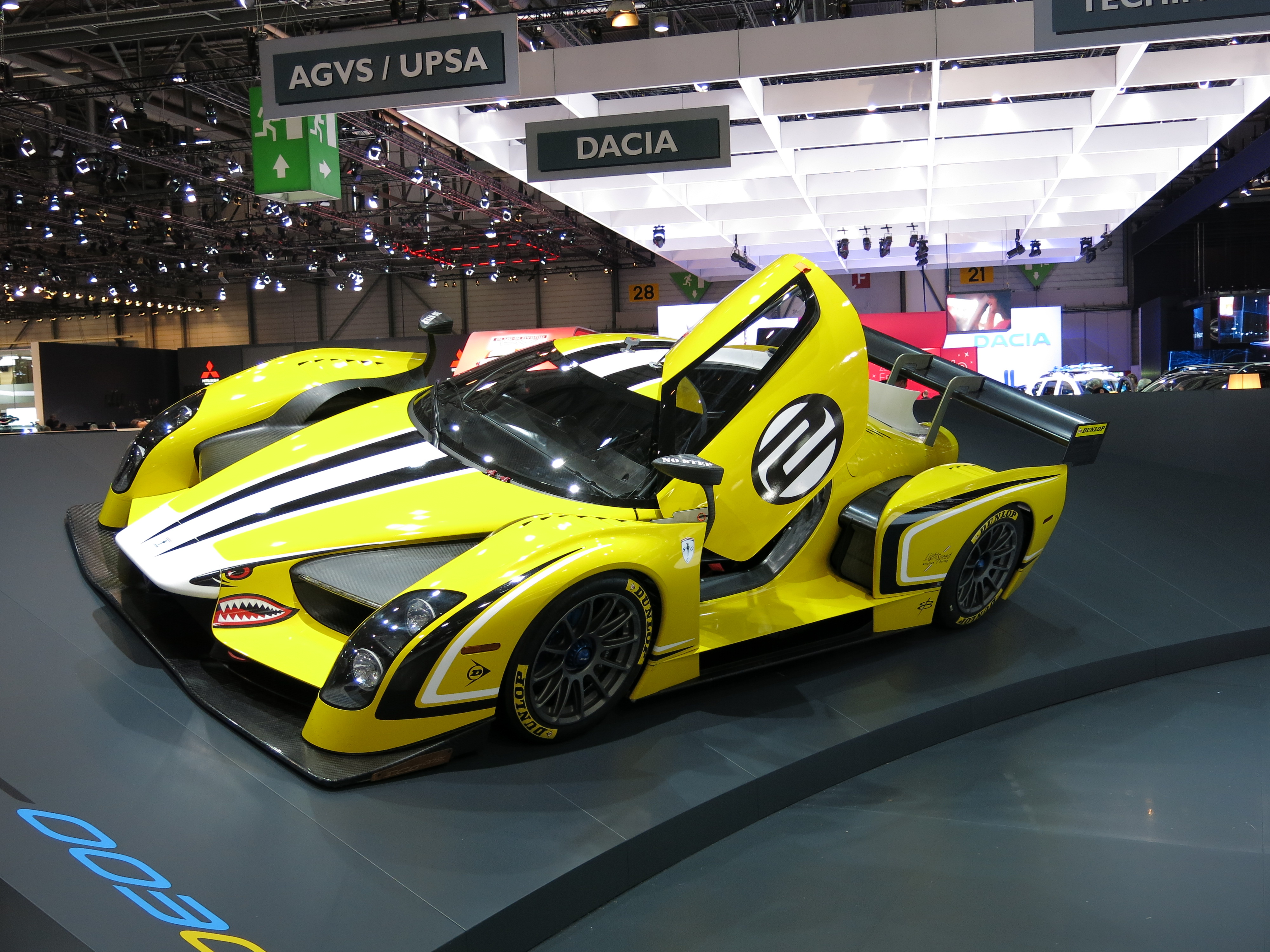
SCG 003（2015年）

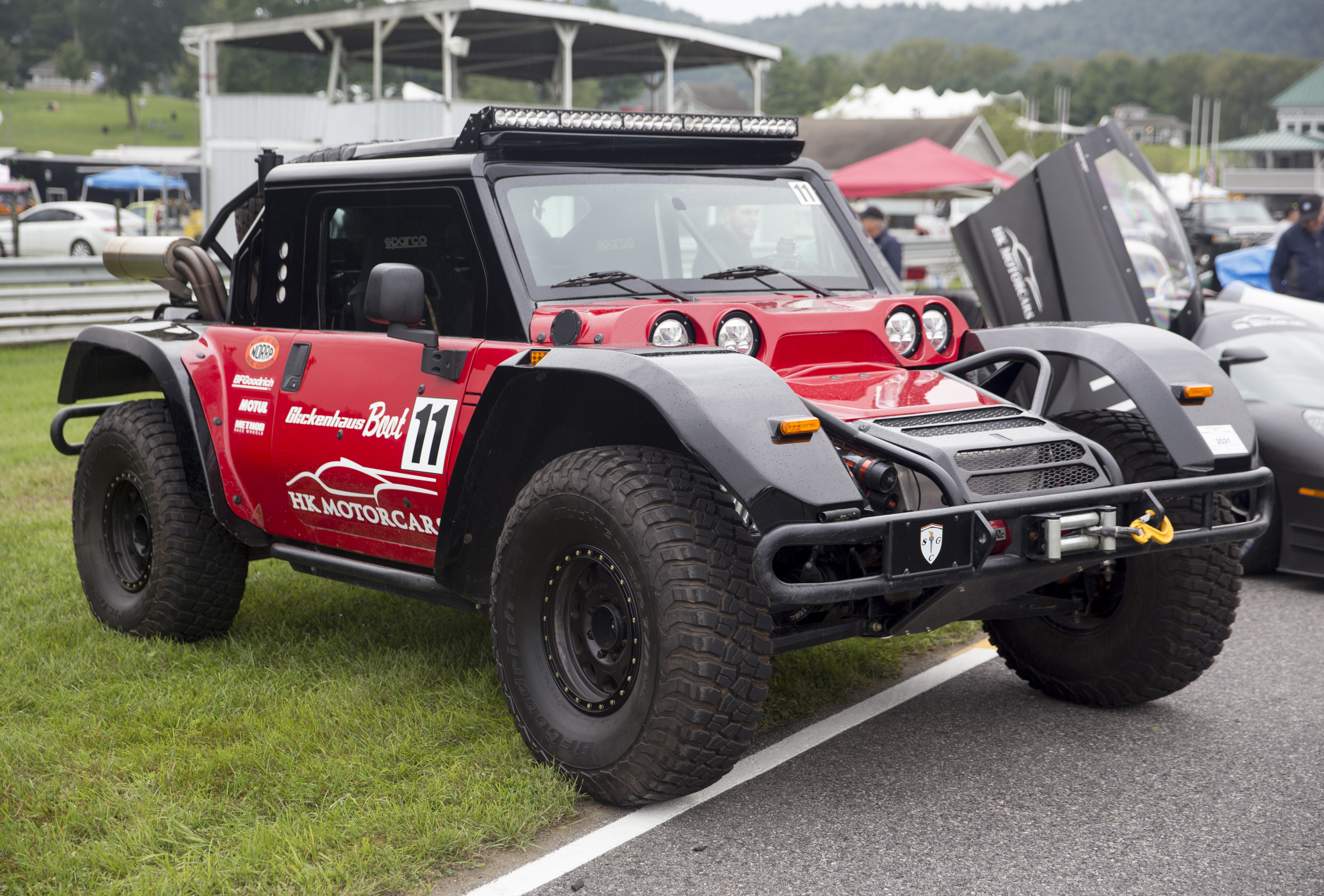
SCG Boot（2021年）

- SCG 001 - ローラ・T70にエアコンとパワーウィンドウを取り付け、公道向けに改造したモデル。「サーキットを走った後、家まで乗って帰れるレーシングカー」という、ジェームスの夢を初めて叶えた1台である。T70はジェームズの最もお気に入りのマシンの一つであり、SCG 007 LMHのデザインモチーフにもなっている。
- SCG 002 - ジェームスがピニンファリーナの協力のもとにエンツォフェラーリを改造して誕生した、P4/5ピニンファリーナのレース仕様版。『P4/5コンペティツィオーネ』とも呼ばれる。当初はフェラーリのエンブレムのままでレースしていたが、フェラーリの法務局からロイヤリティを要求されたため、以降は独自のエンブレムを取り付けるようになったという。
- SCG 003 - 初の独自開発のスーパーカー。詳細は当該記事を参照。
- SCG 004 - ニュルでの知見をフィードバックして開発された、003の発展モデル。2020年ニュル24時間に参戦。Autotechnica Motoriが開発したGMのLT4ブロックをベースにした6.2リットルの自然吸気V8エンジンを搭載。総合14位でフィニッシュした。
- SCG Boot -バハ1000マシンを公道向けにモディファイした2ドアまたは4ドアモデル。GM製スーパーチャージャー付き6.2リッターV8を搭載する[5]。これの燃料電池車仕様のプロトタイプも2021年に公開されており、2022年バハ1000へ投入予定である。
- SCG 006 - ロングノーズ・ショートデッキスタイルの、オープンカータイプも含むモデル。Boot同様スーパーチャージャー付き6.2リッターV8を搭載する。
- SCG 007 LMH - WECのLMハイパーカークラス用に開発されたレースモデル。詳細は当該記事を参照。